# Lower Elochoman
Lower Elochoman az Amerikai Egyesült Államok északnyugati részén, Washington állam Wahkiakum megyéjében elhelyezkedő statisztikai település. A 2010. évi népszámlálási adatok alapján 185 lakosa van.